# جامع سنان باشا (إسطنبول)
جامع سنان باشا (بالتركية: Sinan Paşa Camii)‏ هو مسجد عثماني يقع في منطقة بشيكطاش المكتظة بالسكان في اسطنبول، تركيا. بناه المهندس المعماري العثماني الشهير سنان أغا المعروف بمعمار سنان بأمر من أمير البحر العثماني القبطان باشا «سنان باشا» قائد البحرية العثمانية الذي توفي 21 ديسمبر 1553م.
يقع المسجد مقابل جسر بشيكطاش، وتم الانتهاء من بناءه في عام 1555م.

## العمارة
هذا المسجد الذي صممه وأنشأه المهندس المعماري العثماني معمار سنان، بُني على مخطط مستطيل الشكل.
تستند القبة المركزية على أعمدة وأقواس على شكل سداسي، وللمسجد قبتين اثنتين على كلا الجانبين. منذ تأسيسها، تم إصلاح وترميم المسجد في عدة تواريخ مختلفة.
غُطّي الجزء العلوي من النافورة الزجاجية بمظلات رخامية حتى لا تتلوث المياه فيه. تلك المظلات الرخامية وتيجان الأعمدة هي مثال من أجمل الأمثلة على المصنعية العثمانية في القرن السادس عشر. وهي لا تزال تحافظ على هيئتها التاريخية إلى اليوم.
هناك مدرسة تحيط بباحة المسجد. تم هدم الحمام خلال حملة التعمير الواسعة في إسطنبول في عام 1957م. وقد دمر جزء من المئذنة فوق شرفة الصلاة خلال زلزال مرمرة (أزميد) عام 1999م وأعيد بناؤها بعد ذلك.
غيرت إصلاحات 1970م-1972م إلى حد ما الشكل الأصلي للمبنى، وتم إضافة غطاء خشبي على الرواق.

### المعماري
بنى المسجد المعماري العثماني الأشهر «معمار سنان»، الذي يُقال عنه أنه «قد غير تاريخ العمارة».

## الموقع
تقع على الناحية المقابلة لمسجد سنان باشا في نفس الشارع تربة (مدفن) (بالتركية: türbe)‏ «خير الدين بربروس باشا» الذي كان أحد أكبر قادة الأساطيل العثمانية وأحد رموز الجهاد البحري، والذي عينه السلطان سليمان القانوني قائداً عاماً لجميع الأساطيل البحرية للخلافة العثمانية قبل سنان باشا، وقد توفي خير الدين بربروس قبل سنان باشا بسبع سنوات، في عام 953 هـ / 24 يوليو 1546م.
يوجد حاليا مسجد سنان باشا على زاوية الشارع مطلا على ميدان، ومقابلا على الناحية الأخرى من الشارع لكل من قبر «خير الدين بربروس باشا» ومتحف إسطنبول البحري الملاصقان لبعضهما، وذلك في حي بشكطاش باسطنبول.

## سنان باشا
بنى المسجد سنان باشا قائد البحرية العثمانية بين 1550م و 1553م. عندما توفي سنان باشا في عام 1553م، كان المسجد قيد الإنشاء، ولهذا السبب دفُن سنان باشا في جامع مهرماه سلطان  الذي في أسكدار.
- المدفن الملحق بجامع مهرماه سلطان بحي أسكدار باسطنبول والذي دُفن فيه أمير البحر العثماني، قبطان باشا قائد البحرية العثمانية "سنان باشا" (القبر لا يظهر في هذه اللقطة).
- أمير البحر العثماني، قبطان باشا قائد البحرية العثمانية "سنان باشا".
 أمر "سنان باشا" ببناء جامع سنان باشا في بشيكطاش باسطنبول ليُدفن فيه، ولكنه  تُوفي قبل أن يكتمل بناء مسجده، فدُفن في "جامع مهرماه سلطان" بأسكدار.

- قبر أمير البحر العثماني، قبطان باشا قائد البحرية العثمانية "سنان باشا" عند "جامع مهرماه سلطان" بأسكدار.
- قبر أمير البحر العثماني، قبطان باشا قائد البحرية العثمانية "سنان باشا" عند "جامع مهرماه سلطان" بأسكدار. مكتوب بالحفر البارز على الرخام بالحروف العربية: "المرحوم المغفور قبودان سنان پاشا" و "تسعمائة وستين" وهي سنة وفاته بالتقويم الهجري، و "إلى رحمة الله" و "روحه فاتحة" لقراءة الفاتحة على روحه.

## معرض صور

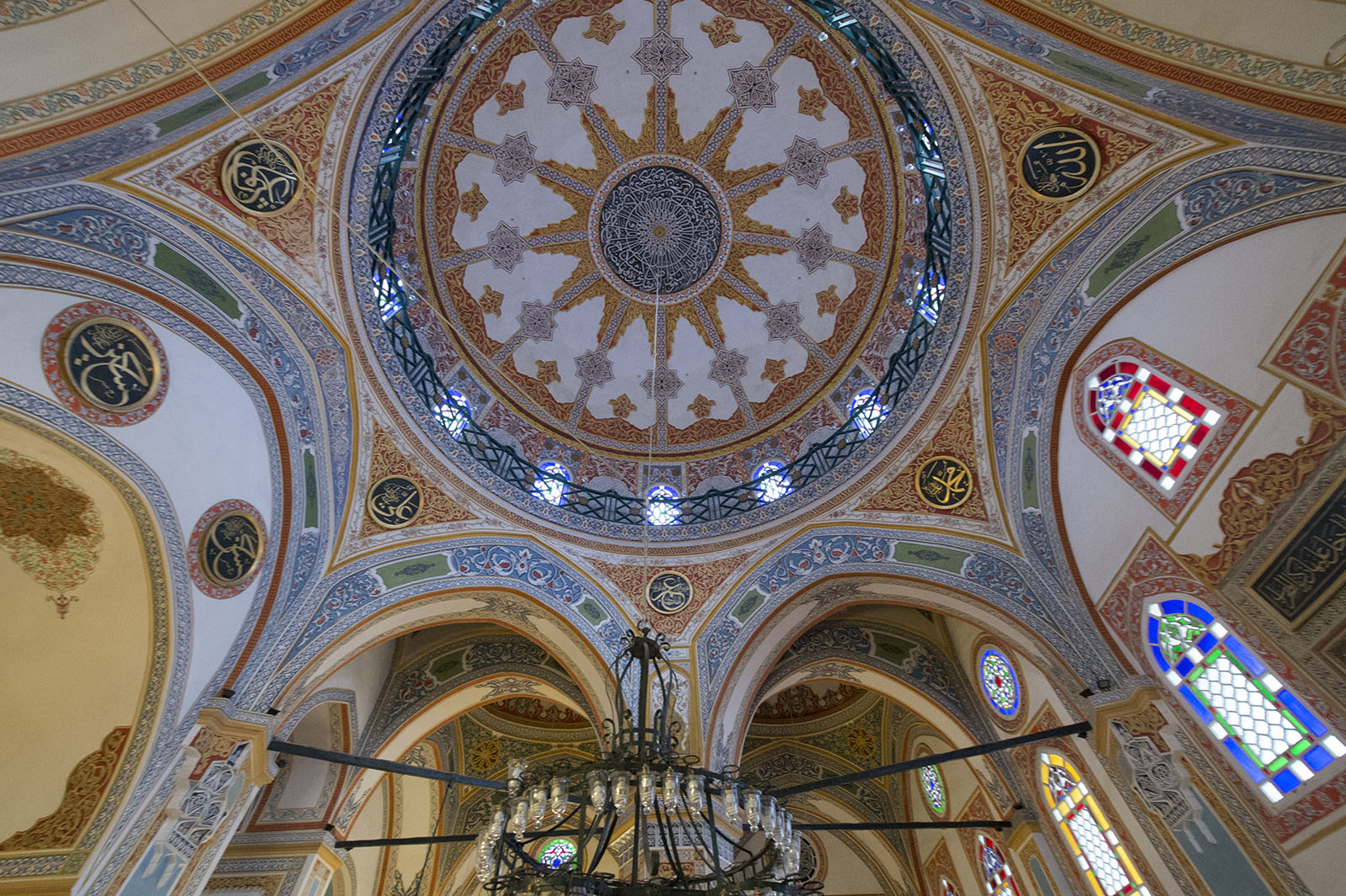
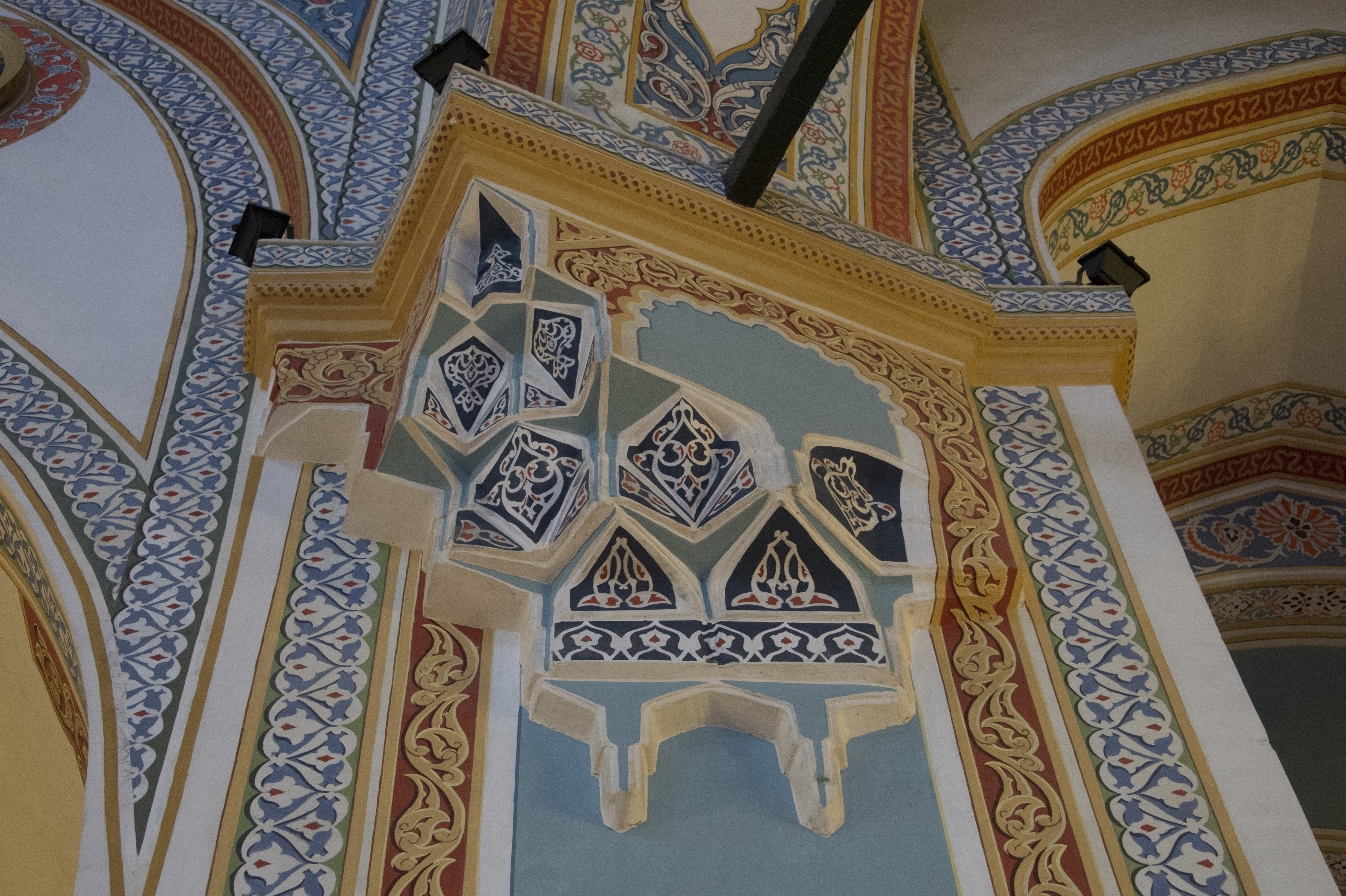
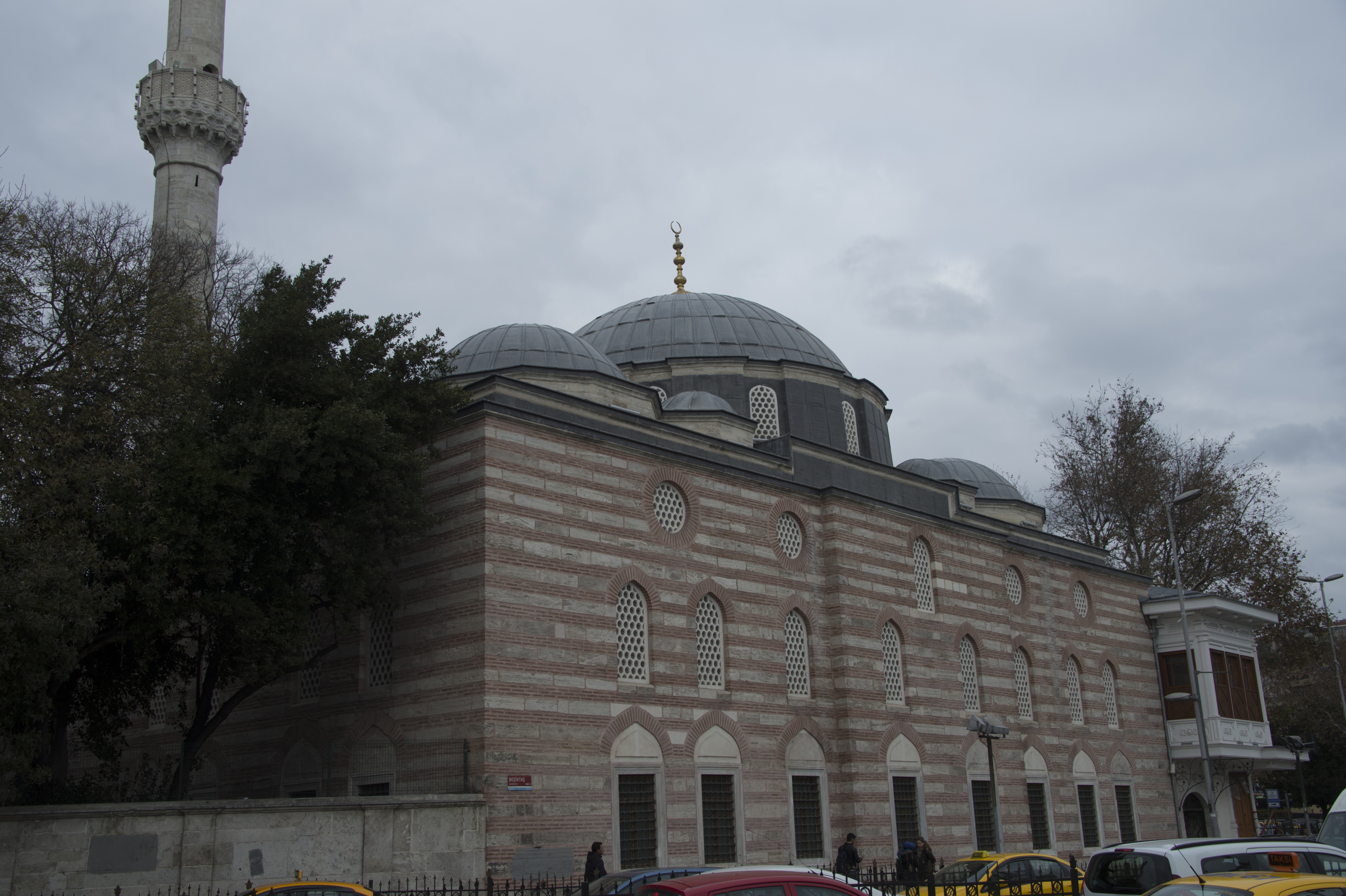
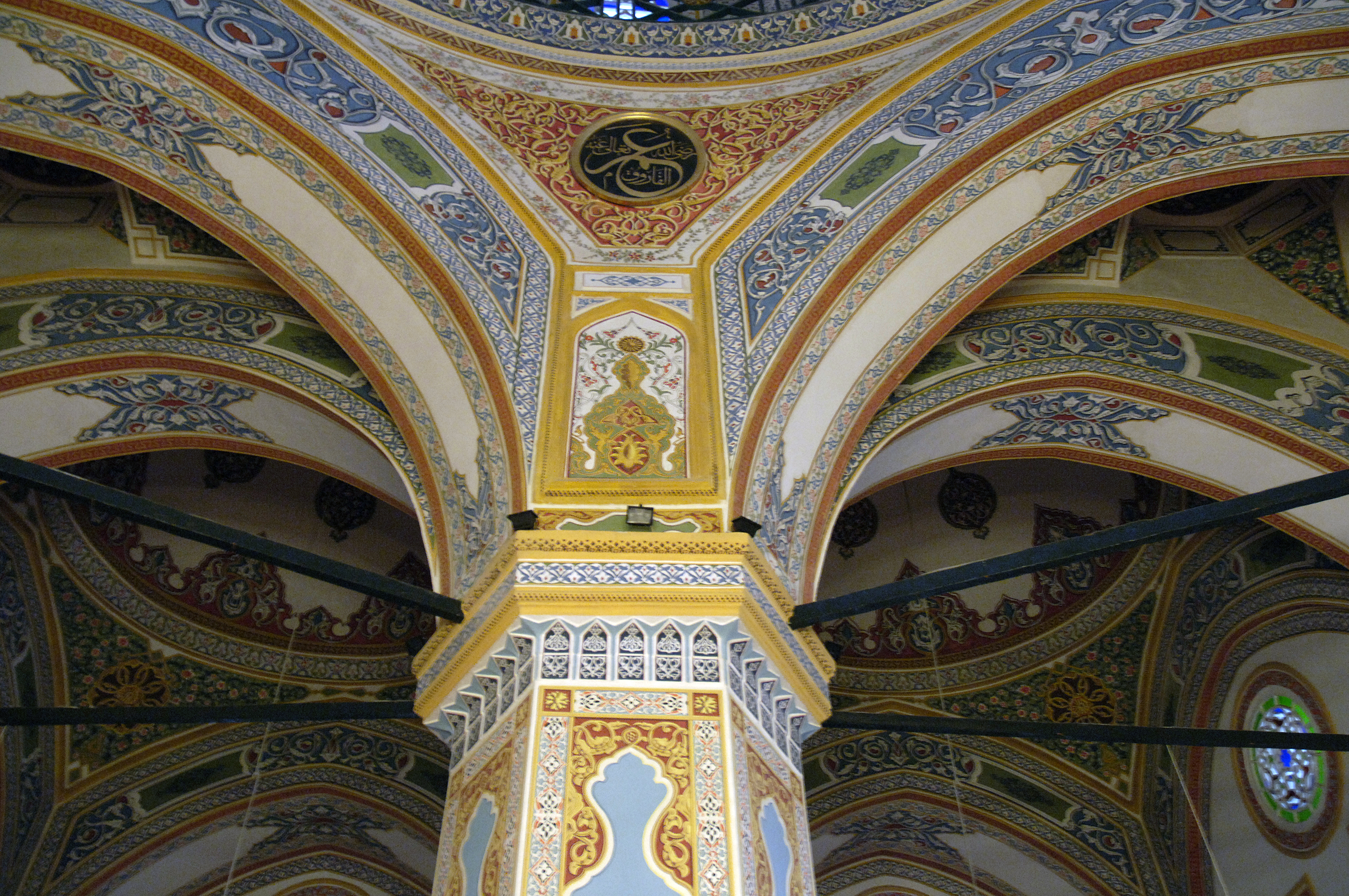
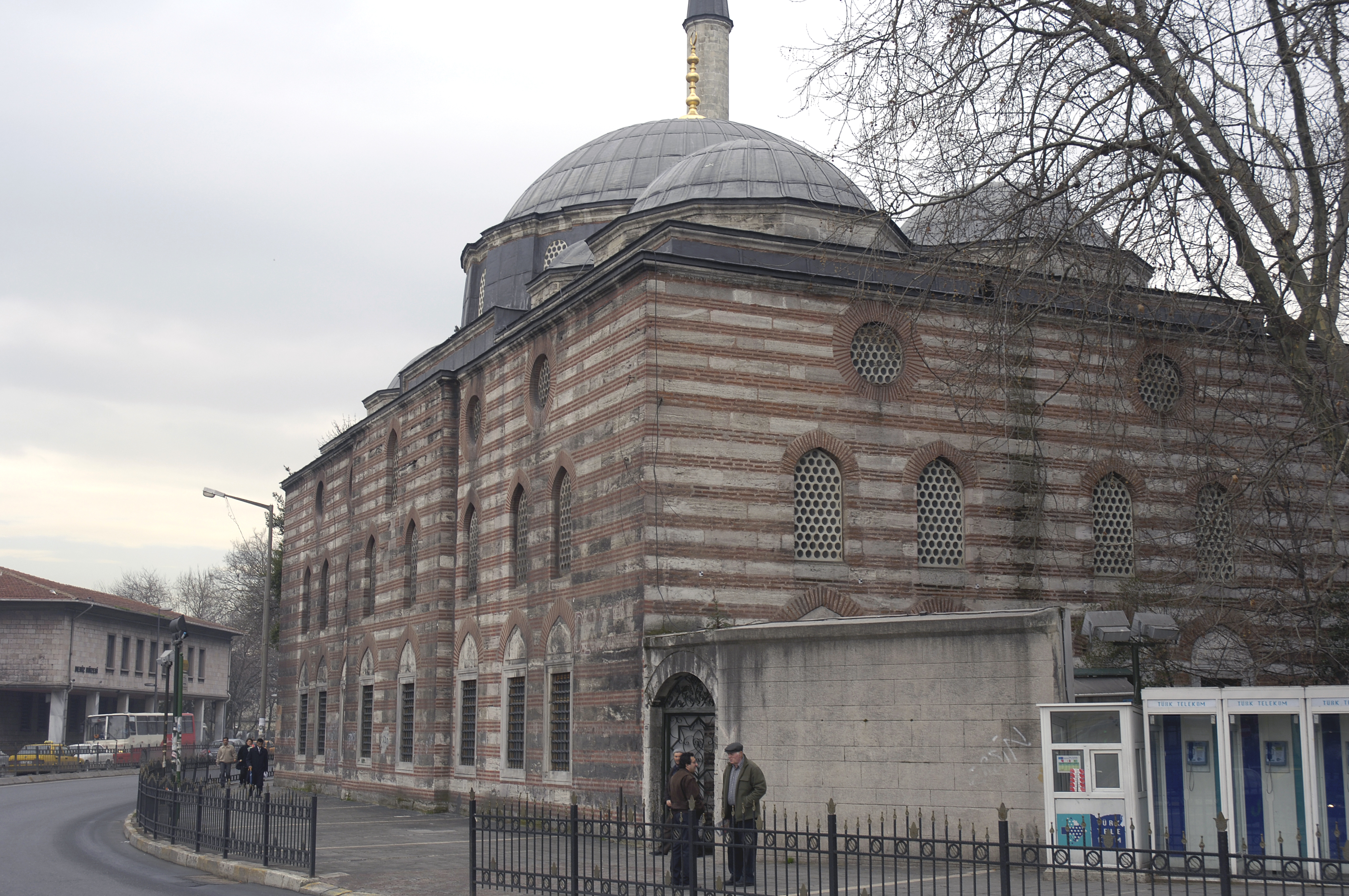

## وصلات خارجية
- صور من مسجد سنان باشا نسخة محفوظة 25 سبتمبر 2019 على موقع واي باك مشين..
- معلومات تتعلق بجامع سنان باشا.